# Б'юкенан (округ, Айова)
Шаблон:StateAbbr_ 42°28′19″ пн. ш. 91°50′21″ зх. д. / 42.471944444444° пн. ш. 91.839166666667° зх. д.
Округ Б'юкенан (англ. Buchanan County) — округ (графство) у штаті Айова, США. Ідентифікатор округу 19019.

## Історія
Округ утворений 1837 року.

## Демографія
За даними перепису
2000 року
загальне населення округу становило 21093 осіб, зокрема міського населення було 5988, а сільського — 15105.
Серед мешканців округу чоловіків було 10476, а жінок — 10617. В окрузі було 7933 домогосподарства, 5675 родин, які мешкали в 8697 будинках.
Середній розмір родини становив 3,13.
Віковий розподіл населення поданий у таблиці:
| Стать    | До 15 років | 15-21 | 22-29 | 30-39 | 40-49 | 50-65 | 65-85 | Понад 85 |
| -------- | ----------- | ----- | ----- | ----- | ----- | ----- | ----- | -------- |
| Чоловіки | 2543        | 1164  | 937   | 1370  | 1568  | 1661  | 1119  | 114      |
| Жінки    | 2326        | 1047  | 865   | 1435  | 1493  | 1628  | 1510  | 313      |

## Суміжні округи
- Клейтон — північний схід
- Фаєтт — північ
- Делавер — схід
- Лінн — південний схід
- Бентон — південний захід
- Блек-Гок — захід
- Бремер — північний захід

## Виноски
1. ↑  U.S. Decennial Census. United States Census Bureau. Архів оригіналу за 26 квітня 2015. Процитовано 13 липня 2014.
2. ↑  Historical Census Browser. University of Virginia Library. Архів оригіналу за 11 серпня 2012. Процитовано 13 липня 2014.
3. ↑  Population of Counties by Decennial Census: 1900 to 1990. United States Census Bureau. Архів оригіналу за 22 квітня 2014. Процитовано 13 липня 2014.
4. ↑  Census 2000 PHC-T-4. Ranking Tables for Counties: 1990 and 2000 (PDF). United States Census Bureau. Архів оригіналу (PDF) за 18 грудня 2014. Процитовано 13 липня 2014.
5. ↑  State & County QuickFacts. United States Census Bureau. Архів оригіналу за 7 липня 2011. Процитовано 13 липня 2014. [Архівовано 2011-06-07 у Wayback Machine.](англ.) Наведено за англійською вікіпедією.
6. ↑  American FactFinder. Бюро перепису населення США. Архів оригіналу за 26 лютого 2012. Процитовано 31 січня 2008. [Архівовано 2008-05-21 у Wayback Machine.]

| США | Це незавершена стаття з географії США. Ви можете допомогти проєкту, виправивши або дописавши її. |